# Danuta Kowalczyk (immunolog)
Danuta Kowalczyk – polska immunolog, dr hab. nauk medycznych, profesor Uniwersytetu Jagiellońskiego.

## Życiorys
W 1974 ukończyła studia medyczne w Akademii Medycznej im. Mikołaja Kopernika w Krakowie, 2 listopada 1978 obroniła pracę doktorską Produkcja limfokin w chorobie nowotworowej, 21 stycznia 2000 habilitowała się na podstawie pracy zatytułowanej Cytokiny w niedoborach odporności u dzieci.
Pracowała w Instytucie Pediatrii na Wydziale Lekarskim Collegium Medicum Uniwersytetu Jagiellońskiego.